# 432 a. C.
El año 432 a. C. fue un año del calendario romano prejuliano. En la República romana se conocía como el Año del Tribunado de Mamerco, Albino y Medulino (o menos frecuentemente, año 322 Ab urbe condita).

## Acontecimientos

### Grecia
- Expedición de Pericles al mar Negro.
- Insurrección de la ciudad de Potidea contra Atenas, quien pide ayuda a la ciudad de Corinto.
- Batalla del Istmo de Palene entre las fuerzas atenienses comandadas por Calias, contra las fuerzas expedicionarias de Corinto, al mando de Aristeo. Sócrates salva la vida de Alcibíades en la batalla.
- Formión reemplaza a Calias, quién muere en la batalla.
- Anaxágoras es expulsado de Atenas bajo el golpe de una acusación de ateísmo.
- Metón de Atenas da a conocer su famoso ciclo metónico, que dice que cada 19 años, las mismas fases lunares caen en las mismas fechas.

### Medio Oriente
- Fin de la actividad del escriba bíblico Nehemías como gobernador persa de Jerusalén y reconstructor de las murallas del Templo, según se relata en el libro de su nombre.

## Fallecimientos
- Calias, estratego ateniense.

## Arte y literatura
- Concluyen las obras del Partenón, comenzadas en el 447 a. C.